# スクラ・ベウハトゥフ

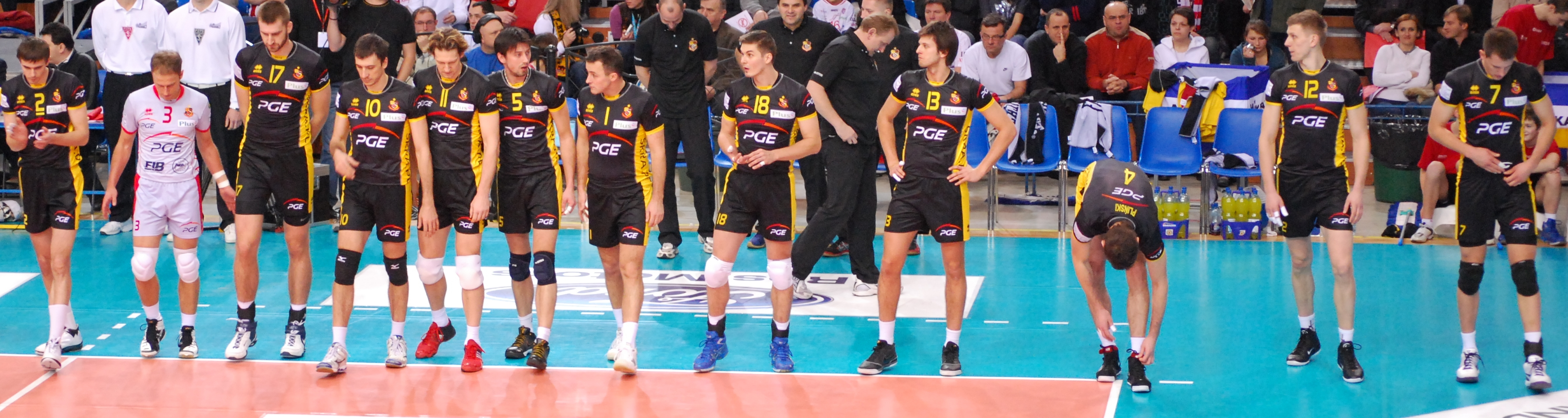
スクラ・ベウハトゥフ 2009-2010

PGEスクラ・ベウハトゥフSSA（PGE Skra Bełchatów SSA）は、ポーランド・ベウハトゥフを本拠地とする男子バレーボールクラブ。
1957年に創設。ポーランド選手権では2004-05年から2010-11年まで7連覇を達成した。

## 主な成績
ポーランドリーグ（8）
- 優勝：2005、2006、2007、2008、2009、2010、2011、2014
- 準優勝：2012
- 第三位: 2002, 2015

 ポーランドカップ（7）
- 優勝：2005、2006、2007、2009、2011、2012, 2016
- 準優勝：2004

スーパーカップポーランド (2)
- 優勝：2012, 2014

 欧州チャンピオンズリーグ
- 準優勝：2012
- 第三位: 2008, 2010
- 第4ポジション: 2015

世界クラブ選手権
- 準優勝：2009、2010
- 第三位: 2012

## 歴代所属選手
- ステファン・アンティガ
- マリウシュ・ブラズウィー
- ミハウ・ヴィニャルスキ
- アレクサンダル・アタナシエビッチ
- エブゲーニ・イバノフ

## クラブ名の遍歴
| 年        | クラブ名                     |
| --------- | ---------------------------- |
| 1957-1991 | RKSスクラ・ベウハトゥフ      |
| 1991-2004 | EKSスクラ・ベウハトゥフ      |
| 2004-2005 | KPSスクラ・ベウハトゥフ      |
| 2005-2007 | BOTスクラ・ベウハトゥフ      |
| 2007-2023 | PGEスクラ・ベウハトゥフ      |
| 2023-現在 | PGE GiEKスクラ・ベウハトゥフ |